# Dlouhá Stráň
Dlouhá Stráň község Csehországban, a Bruntáli járásban. Dlouhá Stráň Bruntál, Razová, Milotice nad Opavou és Mezina településekkel határos. Lakosainak száma 123 fő (2024. január 1.).

## Népesség
A település lakosságának változását az alábbi diagram mutatja:
| Lakosok száma | 329  | 278  | 241  | 109  | 71   | 58   | 90   | 89   | 93   | 123  |
|               | 1869 | 1890 | 1921 | 1950 | 1980 | 2001 | 2017 | 2019 | 2022 | 2024 |